# العلاقات المجرية الفنزويلية
العلاقات المجرية الفنزويلية هي العلاقات الثنائية التي تجمع بين المجر وفنزويلا.

## مقارنة بين البلدين
هذه مقارنة عامة ومرجعية للدولتين:
| وجه المقارنة                                              | المجر                                                       | فنزويلا                                  |
| --------------------------------------------------------- | ----------------------------------------------------------- | ---------------------------------------- |
| المساحة (كم2)                                             | 93.04 ألف                                                   | 916.45 ألف                               |
| عدد السكان (نسمة)                                         | 9.78 مليون                                                  | 28.87 مليون                              |
| الكثافة السكانية (ن./كم²)                                 | 105.12                                                      | 31.5                                     |
| العاصمة                                                   | بودابست                                                     | كاراكاس                                  |
| اللغة الرسمية                                             | لغة مجرية                                                   | اللغة الإسبانية، لغة الإشارة الفنزويلية ‏ |
| العملة                                                    | فورنت مجري                                                  | بوليفار فنزويلي                          |
| الناتج المحلي الإجمالي (بليون دولار)                      | 139.14 مليار                                                | 482.36 مليار                             |
| الناتج المحلي الإجمالي (تعادل القوة الشرائية) بليون دولار | 260.42 مليار                                                |                                          |
| الناتج المحلي الإجمالي الاسمي للفرد دولار أمريكي          | 12.36 ألف                                                   |                                          |
| الناتج المحلي الإجمالي للفرد دولار أمريكي                 | 25.07 ألف                                                   |                                          |
| مؤشر التنمية البشرية                                      | 0.828                                                       | 0.762                                    |
| رمز المكالمات الدولي                                      | +36                                                         | +58                                      |
| رمز الإنترنت                                              | .hu                                                         | .ve                                      |
| المنطقة الزمنية                                           | ت ع م+01:00، ت ع م+02:00، أوروبا/بودابست ‏، توقيت وسط أوروبا | 00                                       |

## منظمات دولية مشتركة
يشترك البلدان في عضوية مجموعة من المنظمات الدولية، منها:
| علم المنظمة | اسم المنظمة                        | تاريخ انضمام المجر | تاريخ انضمام فنزويلا |
| ----------- | ---------------------------------- | ------------------ | -------------------- |
|             | يونسكو                             | 14 سبتمبر 1948     | 25 نوفمبر 1946       |
|             | وكالة ضمان الاستثمار متعدد الأطراف | 21 أبريل 1988      | 9 مايو 1994          |
|             | الأمم المتحدة                      | 14 ديسمبر 1955     | 15 نوفمبر 1945       |
|             | الاتحاد البريدي العالمي            | ?                  | ?                    |
|             | البنك الدولي للإنشاء والتعمير      | 7 يوليو 1982       | 30 ديسمبر 1946       |
|             | الاتحاد الدولي للاتصالات           | 1866               | 13 أغسطس 1920        |
|             | منظمة حظر الأسلحة الكيميائية       | ?                  | ?                    |
|             | مؤسسة التمويل الدولية              | 29 أبريل 1985      | 28 ديسمبر 1956       |
|             | منظمة التجارة العالمية             | 1995               | ?                    |
|             | منظمة الشرطة الجنائية الدولية      | ?                  | ?                    |

## أعلام
هذه قائمة لبعض الشخصيات التي تربطها علاقات بالبلدين:
- إيفا إيكفال (15 مارس 1983[21][22] – 17 ديسمبر 2011[21][22])
- كاثرين فولوب (11 مارس 1965 – )
- نيكولاس فيدور (لاعب كرة قدم فنزويلي، 19 أغسطس 1985[23] – )

## وصلات خارجية
- موقع وزارة الخارجية المجرية
- موقع وزارة الخارجية الفنزويلية